# Forcipomyia flavescens
Forcipomyia flavescens är en tvåvingeart som beskrevs av Saunders 1964. Forcipomyia flavescens ingår i släktet Forcipomyia och familjen svidknott.
Artens utbredningsområde är Filippinerna. Inga underarter finns listade i Catalogue of Life.